# Tricoma cylindricauda
Tricoma cylindricauda is een rondwormensoort uit de familie van de Desmoscolecidae. De wetenschappelijke naam van de soort is voor het eerst geldig gepubliceerd in 1936 door Chitwood.